# Zeynaddin
Zeynaddin (azerbajdzjanska: Zeynəddin) är en ort i Azerbajdzjan.   Den ligger i kommunen Babek Rayon och distriktet Nachitjevan, i den sydvästra delen av landet, 400 km väster om huvudstaden Baku. Zeynaddin ligger 944 meter över havet och antalet invånare är 2 377.
Terrängen runt Zeynaddin är platt åt sydväst, men åt nordost är den kuperad. Närmaste större samhälle är Nachitjevan, 6,7 km sydväst om Zeynaddin. 
Trakten runt Zeynaddin består i huvudsak av gräsmarker. Runt Zeynaddin är det ganska glesbefolkat, med 38 invånare per kvadratkilometer.